# Гирай, Исмаил Сафа
Исмаил Сафа Гирай (тур. İsmail Safa Giray; 1931, Измир, Турция — 20 июня 2011, Анкара, Турция) — турецкий государственный деятель, министр иностранных дел Турции (1991).

## Биография
В 1954 г. окончил факультет гражданской инженерии Стамбульского технического университета.
В 1983 г. был избран в парламент от Партии Отечества:
- 1983—1989 гг. — министр общественных работ и жилищного строительства,
- 1989—1990 гг. — министр обороны,
- 1991 г. — министр иностранных дел Турции.

В 1993 г. был обвинён в мошенничестве и злоупотреблении властью в период работы в качестве министра общественных работ. В апреле 1995 г. Верховный суд страны признал его невиновным и оправдал.
В 1999 г. ушёл из политики.